# Ligue de diamant 2011 - 5 000 m masculin
L'épreuve du 5 000 mètres masculin de la Ligue de diamant 2011 se déroule du 6 mai au 16 septembre 2011. La compétition fait successivement étape à Doha, Rome, New York, Lausanne, Birmingham et Monaco, la finale ayant lieu à Bruxelles quelques jours après les Championnats du monde de Daegu.

## Calendrier
| Date              | Meeting                         | Ville      | Pays        |
| ----------------- | ------------------------------- | ---------- | ----------- |
| 6 mai 2011        | Qatar Athletic Super Grand Prix | Doha       | Qatar       |
| 26 mai 2011       | Golden Gala                     | Rome       | Italie      |
| 11 juin 2011      | Meeting de New York             | New York   | États-Unis  |
| 30 juin 2011      | Athletissima                    | Lausanne   | Suisse      |
| 10 juillet 2011   | Aviva Birmingham Grand Prix     | Birmingham | Royaume-Uni |
| 22 juillet 2011   | Meeting Herculis                | Monaco     | Monaco      |
| 16 septembre 2011 | Mémorial Van Damme              | Bruxelles  | Belgique    |

## Résultats
| Date | Meeting                 | 1er                                        | 1er   | 2e                                | 2e    | 3e                                 | 3e    |
| --- | ----------------------- | ------------------------------------------ | ----- | --------------------------------- | ----- | ---------------------------------- | ----- |
| 6 mai 2011 | Doha 3 000 mètres       | Yenew Alamirew 7 min 27 s 26 (WL, MR)      | 4 pts | Edwin Soi 7 min 27 s 55 (PB)      | 2 pts | Eliud Kipchoge 7 min 27 s 66 (PB)  | 1 pt  |
| 26 mai 2011 | Rome 5 000 mètres       | Imane Merga 12 min 54 s 21 (WL)            | 4 pts | Isiah Koech 12 min 54 s 59 (PB)   | 2 pts | Vincent Chepkok 12 min 55 s 29     | 1 pt  |
| 11 juin 2011 | New York 5 000 mètres   | Dejen Gebremeskel 13 min 05 s 22           | 4 pts | Bernard Lagat 13 min 05 s 46      | 2 pts | Tariku Bekele 13 min 06 s 06       | 1 pt  |
| 30 juin 2011 | Lausanne 5 000 mètres   | Vincent Kiprop Chepkok 12 min 59 s 13 (MR) | 4 pts | Imane Merga 12 min 59 s 47        | 2 pts | Eliud Kipchoge 12 min 59 s 71 (SB) | 1 pt  |
| 10 juillet 2011 | Birmingham 5 000 mètres | Mohammed Farah 13 min 06 s 14              | 4 pts | Galen Rupp 13 min 06 s 86 (PB)    | 2 pts | Imane Merga 13 min 07 s 63         | 1 pt  |
| 22 juillet 2011 | Monaco 5 000 mètres     | Mohammed Farah 12 min 53 s 11 (WL, MR, NR) | 4 pts | Bernard Lagat 12 min 53 s 60 (AR) | 2 pts | Isiah Koech 13 min 54 s 18         | 1 pt  |
| 16 septembre 2011 | Bruxelles 5 000 mètres  | Imane Merga 12 min 58 s 32                 | 8 pts | Thomas Longosiwa 12 min 58 s 70   | 4 pts | Vincent Chepkok 12 min 59 s 50     | 2 pts |
| Records et Performances - AR : Record continental (area record) - CR : Record des championnats (championship record) - MR : Record du meeting (meet record) - NR : Record national (national record) - OR : Record olympique (olympic record) - PR : Record paralympique (paralympic record) - PB : Record personnel (personal best) - SB : Meilleure performance personnelle de la saison (season's best) - WL : Meilleure performance mondiale de l'année (world leader) - WJR : Record du monde junior (world junior record) - WR : Record du monde (world record) Circonstances et Conditions - DNF : N'a pas terminé (did not finish) - DNS : N'a pas pris le départ (did not start) - DQ : Disqualification (disqualification) - NM : Aucun essai valable enregistré (No Mark) - Q : Qualifié « directement » au prochain tour (ou à la prochaine compétition), lors d'une compétition majeure, grâce au classement ou à la réalisation des minima (automatic qualifier) - q : Qualifié au prochain tour (ou à la prochaine compétition), lors d'une compétition majeure, grâce au repêchage ou à la réalisation de l'une des meilleures performances parmi celles des « non qualifiés directement » (grâce au meilleur temps ou à la meilleure distance par exemple) (secondary qualifier) |                         |                                            |       |                                   |       |                                    |       |

## Classement général
- Classement final[1] :

| Rang | Athlète           | Points |
| ---- | ----------------- | ------ |
| 1    | Imane Merga       | 15     |
| 2    | Vincent Chepkok   | 7      |
| 3    | Dejen Gebremeskel | 4      |
| 4    | Thomas Longosiwa  | 4      |
| 5    | Tariku Bekele     | 1      |